# 裂萼蔓龙胆
裂萼蔓龙胆（学名：Crawfurdia crawfurdioides）为龙胆科蔓龙胆属下的一个种。

## 扩展阅读
- 維基物種上的相關：裂萼蔓龙胆